# Frances Pooley
Frances Pooley ist eine britische Schauspielerin und Synchronsprecherin.

## Leben
Seit 2014 gehört Pooley zum Ensemble des National Youth Theatre. Während der Spielzeit 2016 und 2017 gehörte sie zum Ensemble des Curve Theatre in Leicester. Sie spricht Französisch.
Pooley debütierte 2018 in der Fernsehserie Versailles als Fernsehschauspielerin. In zwei Episoden stellte sie die Rolle der Marie-Louise dar. Im Folgejahr spielte sie in einer Episode der Fernsehserie Doctors eine der Episodenhauptrollen der Miriam „Mim“ Wren. Im selben Jahr verkörperte sie die weibliche Hauptrolle der Morrigan im Kurzfilm A Midwinter Night's Dream, der unter anderen am 13. Dezember 2019 auf dem London Lift-Off Film Festival gezeigt wurde. 2020 erfolgte in einer Nebenrolle ihr Spielfilmdebüt in der Filmproduktion Body of Water. Außerdem war sie in einer Episode der Fernsehserie Bridgerton zu sehen. Seit 2023 verkörpert sie im Netflix Original The Witcher die Rolle der Teryn, die als „falsche Ciri“ in die Geschichte integriert wurde.

## Filmografie (Auswahl)
- 2018: Versailles (Fernsehserie, 2 Episoden)
- 2019: Doctors (Fernsehserie, Episode 21x23)
- 2019: A Midwinter Night's Dream (Kurzfilm)
- 2020: Body of Water
- 2020: Bridgerton (Fernsehserie, Episode 1x05)
- seit 2023: The Witcher (Fernsehserie)

## Theater (Auswahl)
- 2015: Richard III., Regie: Nikolai Foster
- 2016: Monologue Slam